# Medalha Waddington
A Medalha Waddington (em inglês:  Waddington Medal) é um prêmio acadêmico atribuído pela British Society for Developmental Biology "por pesquisa de performance de destaque bem como por serviços para a comunidade da biologia do desenvolvimento". O prêmio é denominado em memória de Conrad Hal Waddington.

## Medalhistas
- 1998 Cheryll Tickle
- 1999 Rosa Beddington
- 2000 Peter Lawrence
- 2001 Mike Bate
- 2002 Jonathan Slack
- 2003 Julian Lewis
- 2004 Jeff Williams
- 2005 Michael Akam
- 2006 Claudio Daniel Stern
- 2007 David Ish-Horowicz
- 2008 Pat Simpson
- 2009 Elizabeth Robertson
- 2010 Robin Lovell-Badge
- 2011 Christopher Wylie
- 2012 Alfonso Martinez Arias
- 2013 Jim Smith
- 2014 Philip Ingham[2]
- 2015 Lewis Wolpert
- 2016 Enrico Coen